# Museu Arqueológico de Delfos
O Museu Arqueológico de Delfos é um dos mais importantes museus da Grécia. Localiza-se nas encostas do Monte Parnaso, no sítio arqueológico das ruínas do Templo de Apolo, onde estava o mais famoso oráculo grego da antiguidade.

## História
O primeiro museu de Delfos foi fundado pelo banqueiro e filantropo Andreas Syngros, e construído em 1903 com um projeto de Albert Tournaire, para receber o produto das escavações iniciadas por arqueólogos franceses em 1892.
O prédio original, de duas alas, foi ampliado entre 1935 e 1936, e novamente em 1958 por Patroklos Karantinos, a fim de abrigar o acervo sempre em crescimento com novos achados. A organização da coleção foi concluída em uma primeira etapa em 1963. Em 1975, com a recuperação de um touro recoberto de prata e de objetos crisoelefantinos, parte do laboratório de escultura e dos depósitos foram adaptados como salas de exposição, e o museu foi ampliado novamente em 1999 para adequar-se aos modernos critérios museológicos, recebendo novos laboratórios e depósitos, uma nova fachada, um lobby, uma cafeteria e uma loja, além de remodelar completamente sua sistemática de exposição.

## Acervo

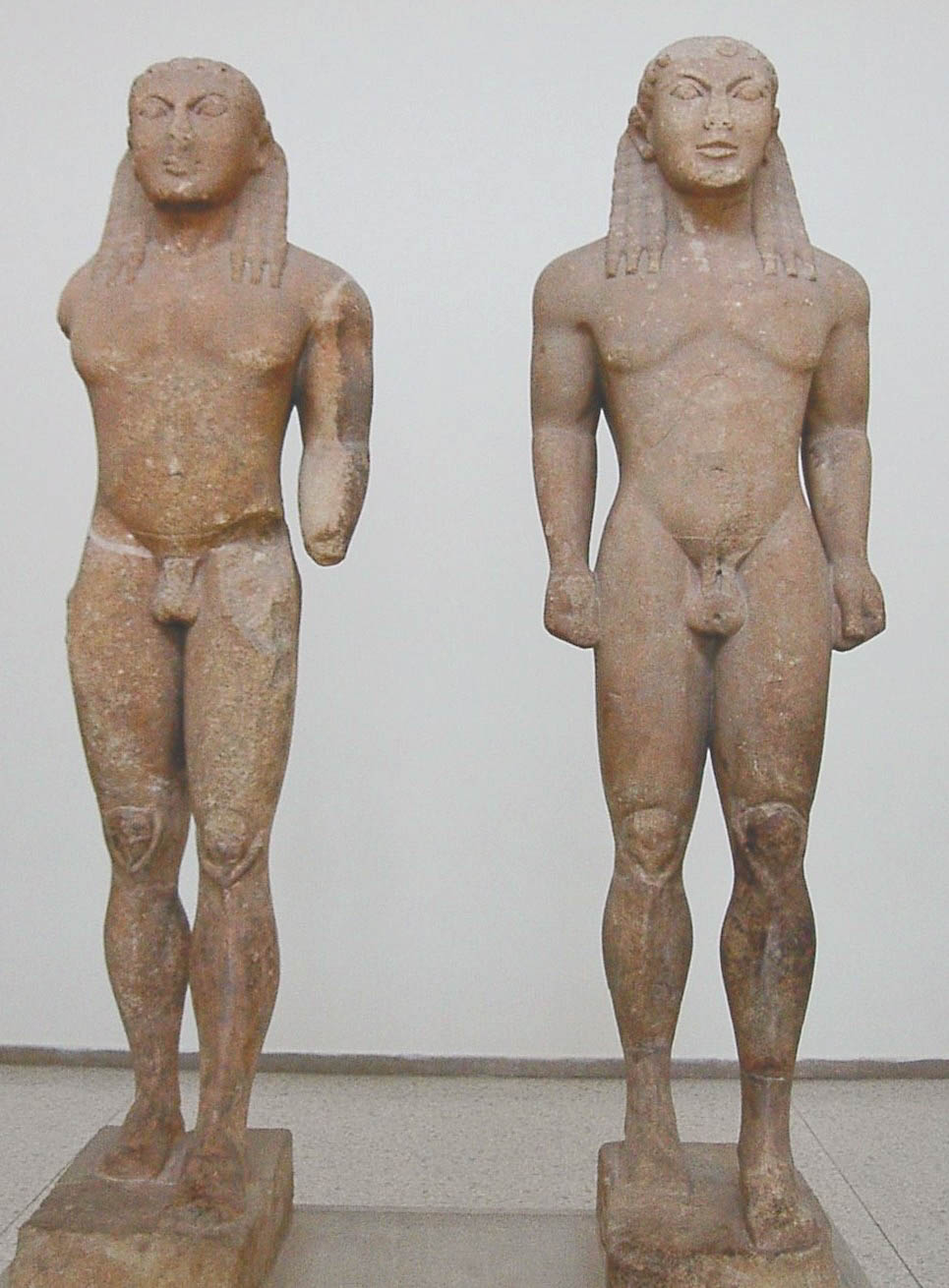
Kleobis e Biton

O Museu se dedica à preservação dos achados do sítio arqueológico do santuário de Apolo e arredores, compreendendo elementos arquitetônicos, estatuária e objetos votivos que datam desde a Pré-história até o fim da Idade Antiga, com uma concentração em peças provenientes da época em que o templo gozava de sua maior prosperidade e influência, entre o período arcaico e a era romana.
A coleção é organizada cronologicamente e suas peças são contextualizadas com o auxílio de mapas, textos e modelos de edifícios reconstruídos digitalmente, a fim de possibilitar uma compreensão maior da evolução histórica do local e de sua importância, bem como da identidade das várias oficinas artísticas que funcionaram ali e da evolução urbana e demográfica no entorno consequente à existência do santuário. Algumas de suas peças mais importantes, como o célebre Auriga de Delfos, são expostas em salas especiais. 
O acervo se estrutura principalmente em torno das seguintes coleções: Santuário de Pronaia, Via Sacra e capelas votivas, Templo de Apolo, e o Tesouro de Sífnos, cujos itens são dispostos nas seguintes salas:
- Salas I e II: Origens do santuário e primeiras oferendas. Esta sala apresenta os primórdios do santuário, antes do estabelecimento do culto de Apolo, e a transição para o novo culto, através de estatuetas Micênicas e placas Minoanas e trípodes, as primeiras ofertas à nova divindade. Outras peças compreendem escudos de Creta e Chipre, estátuas de sereias gregas e imagens votivas do período geométrico, figuras de animais, joias e em especial o kouros dedálico, uma pequena peça de bronze precursora das grandes estátuas do século VI a.C.

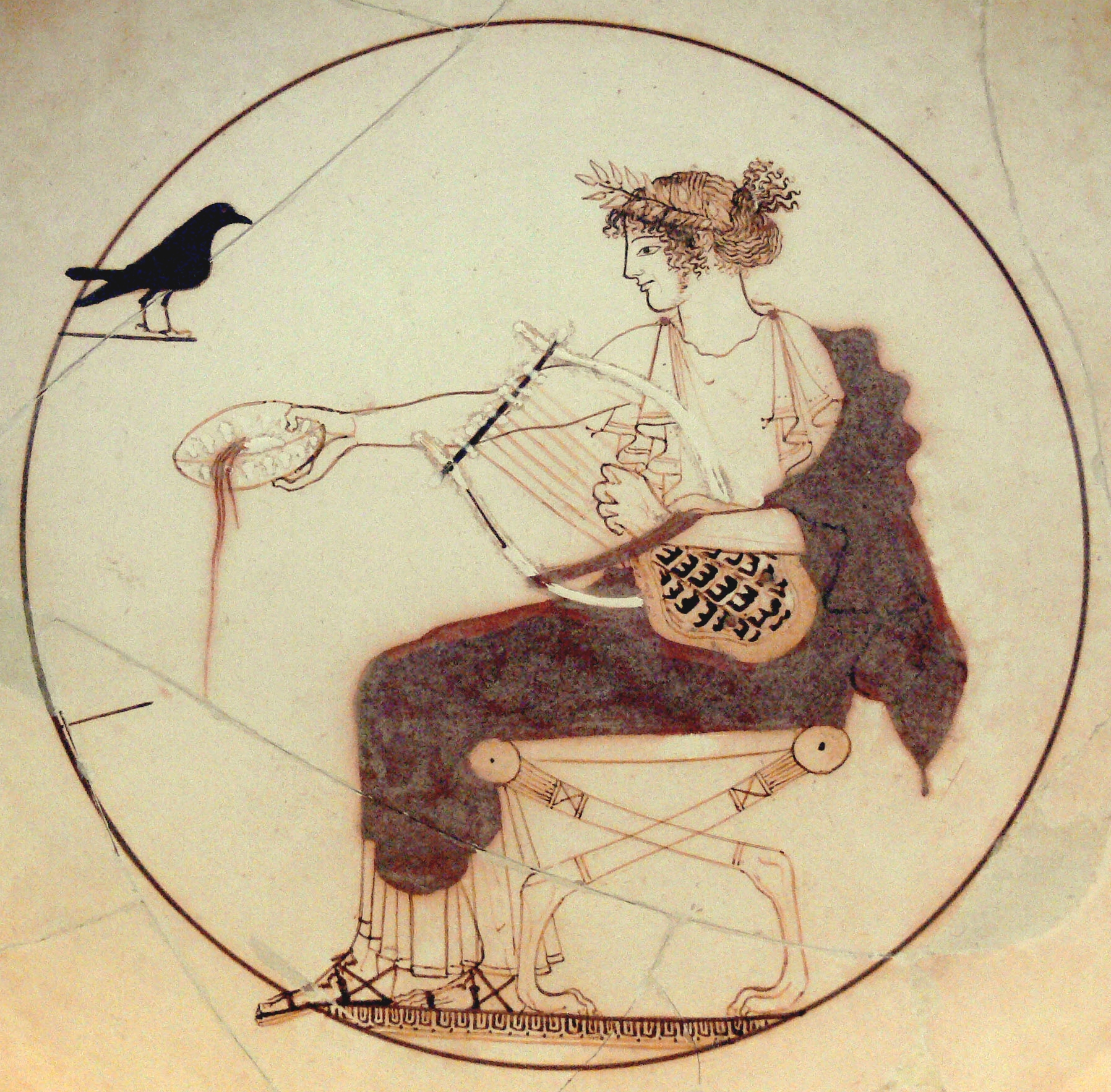
Apolo e o corvo

- Sala III: Período Arcaico Inicial. Com um par de kouroi representando possivelmente Cléobis e Bíton, além de um grupo de peças em bronze e frisos do Tesouro de Sícone.

- Sala IV: Via Sacra e capelas votivas. Mostra os achados da Via Sacra que levava ao templo, especialmente as oferendas dedicadas ao deus pelas diversas cidades gregas do período arcaico, armazenadas em pequenas capelas, ou Tesouros, erguidas nos arredores do edifício principal.

- Sala V: O Tesouro de Sífnos Expõe elementos de arquitetura do Tesouro (capela votiva) da cidade de Sífnos, incluindo a esfinge de Naxos, frisos, parte do pedimento oriental e cariátides da edícula.

- Sala VI: Templo de Apolo. Elementos arquiteturais do antigo templo principal, com estatuária do pedimento, datando dos períodos clássico e arcaico.

- Salas VII e VIII: Tesouro de Atenas. Decoração escultórica da capela erguida pelos atenienses, além de frisos, métopes, inscrições de hinos religiosos e o acrotério, representando Amazonas a cavalo.

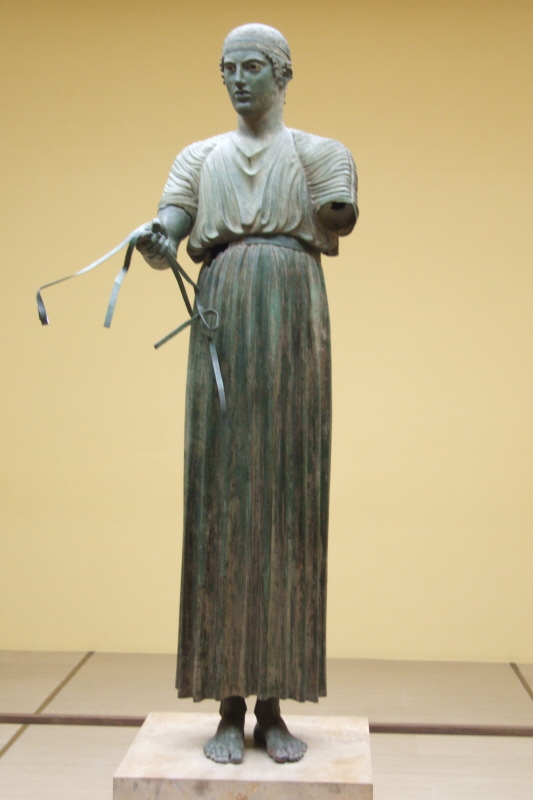
O Auriga de Delfos.

- Sala IX: Oferendas do século V a.C. Inclui oferendas e decorações em escultura e terracota dos dois Tesouros dedicados a Atena Pronaia, o Tesouro de Massália e o Tesouro Dórico, além de acrotérios de outros edifícios.

- Sala X: Tolo. Sala dedicada ao Tolo, o edifício circular do santuário de Atena Pronaia, com elementos da arquitetura e partes da decoração escultórica.

- Sala XI: Períodos Clássico Tardio e Helenístico, com as oferendas de Daochos, o Onfalos e uma grande coluna com figuras femininas dançando, além de uma série de esculturas daqueles períodos.

- Sala XII: Períodos Helenístico Tardio e Romano, com frisos das oferendas de Emílio Paulo (a primeira de um grupo de edificações romanas), o altar de Pronaia, a estátua de Antínoo e outras peças representativas em metal e pedra destes períodos.

- Sala XIII: O Auriga. Dedicada à exposição individual da famosa escultura representando um condutor de carruagens, uma das raras representações gregas originais em bronze.

- Sala XIV: Declínio e Fim do Santuário. Ilustra os últimos séculos de existência do santuário de Apolo, com retratos de imperadores romanos e elementos arquiteturais e votivos já trazendo símbolos cristãos.

## Outras obras

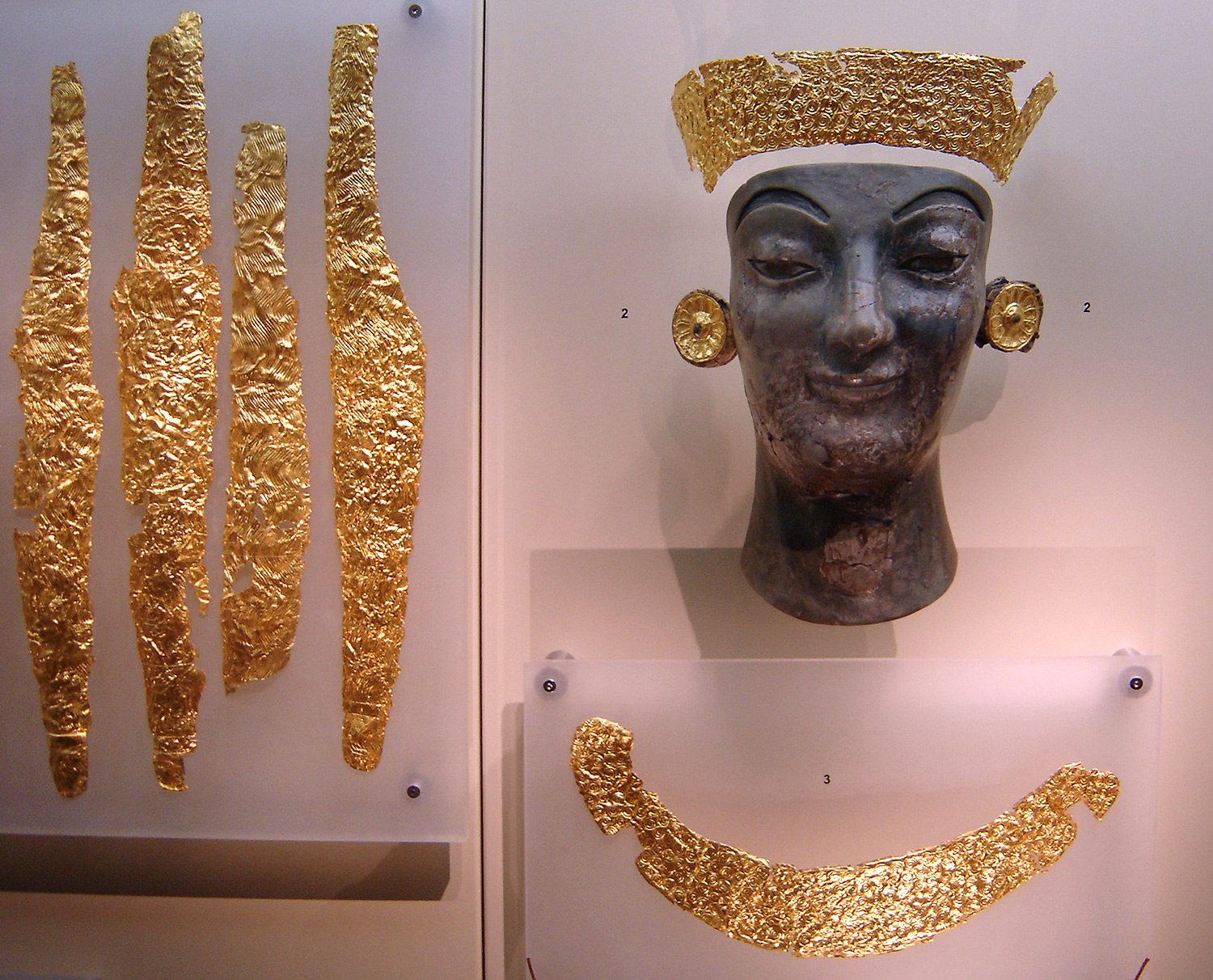
Joias
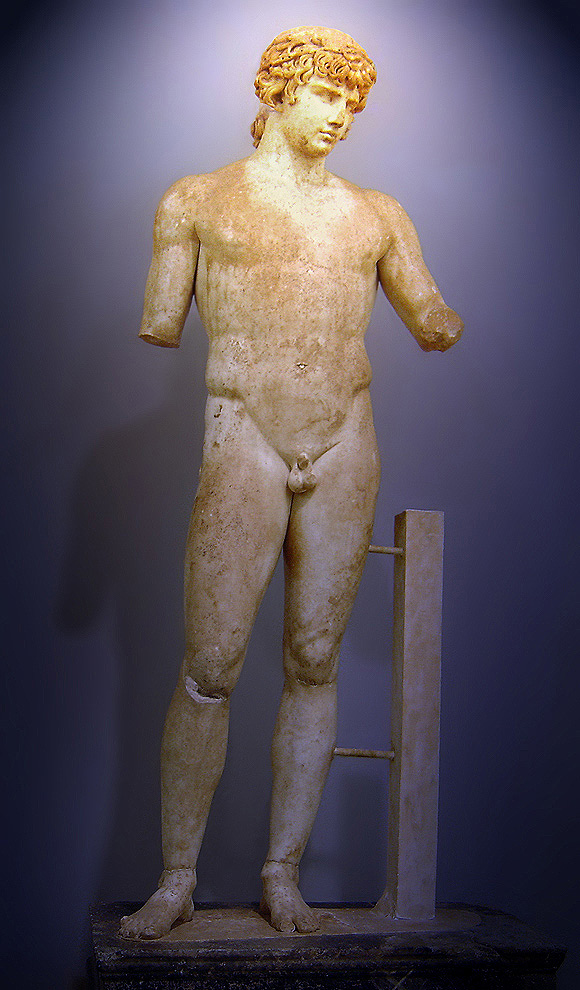
Antínoo
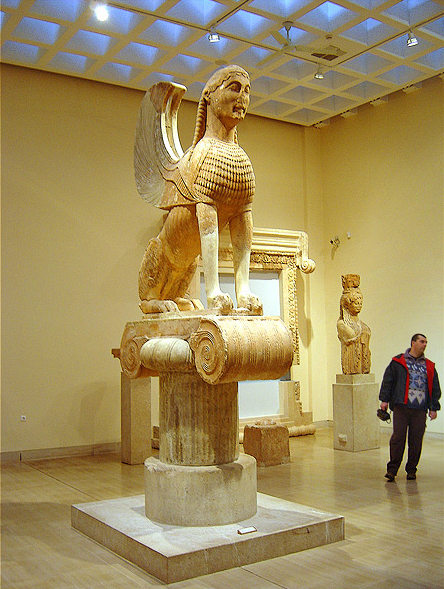
Esfinge
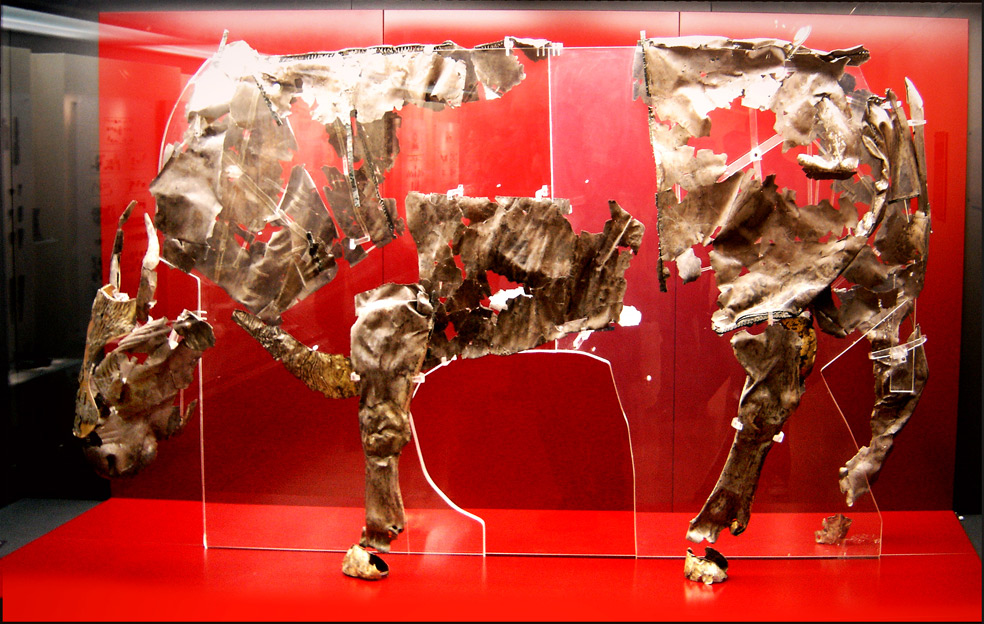
Fragmentos de um touro votivo coberto de prata

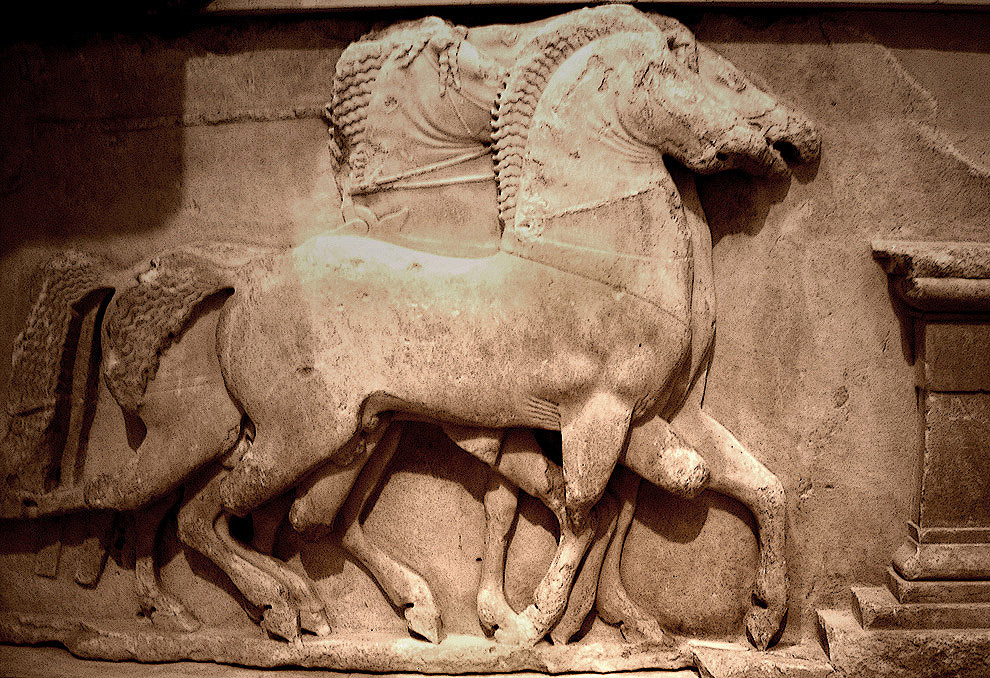
Friso do Tesouro de Sífnos
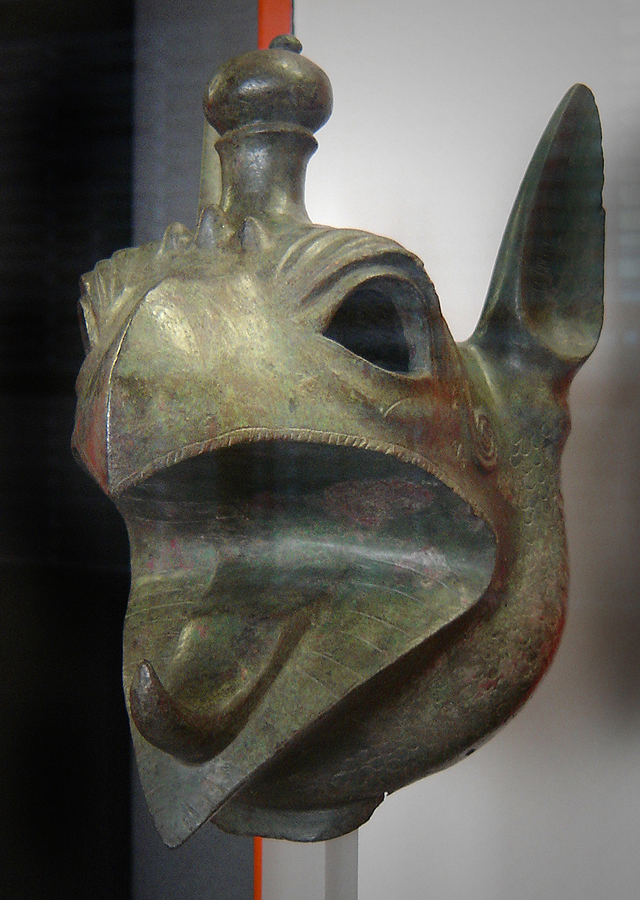
Cabeça de grifo
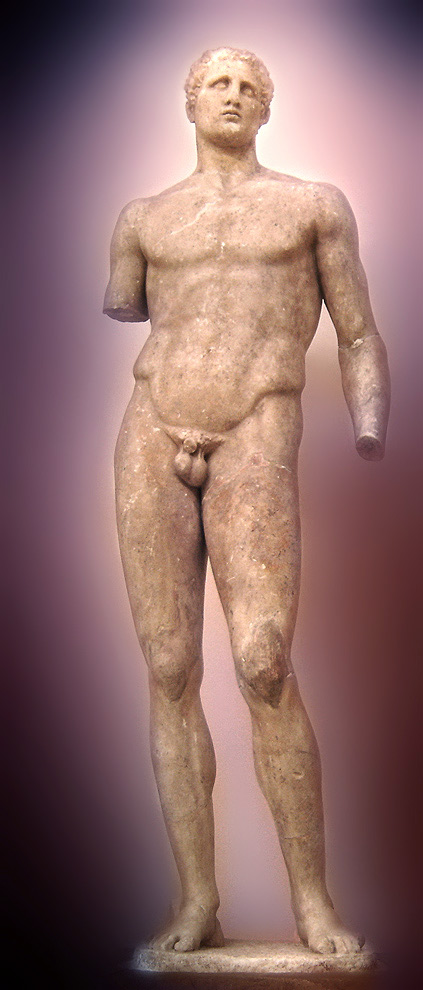
Lísipo(?): Aghias
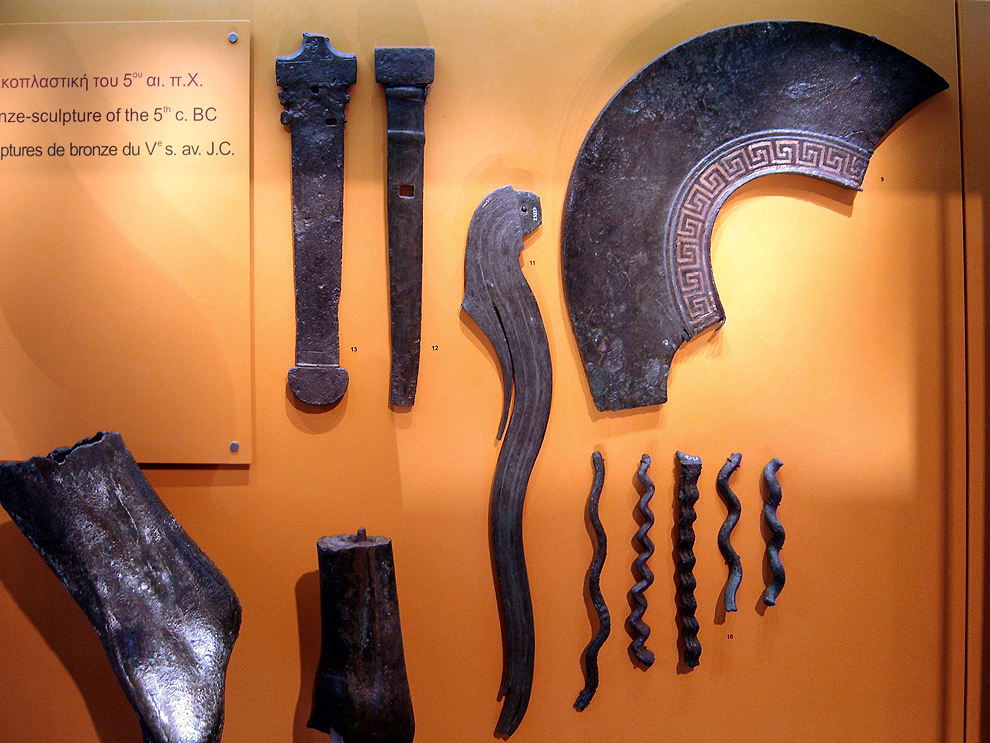
Armaria